# Věrovany
Věrovany (německy Wierowan) jsou obec v okrese Olomouc v Olomouckém kraji. Žije zde přibližně 1 400 obyvatel.

## Název
Podoba Věrovany se vyvinula ze staršího Vírovany. Původně šlo o pojmenování obyvatel vsi, Vírověné - "obyvatelé místa, kde je vír". V místním nářečí byla první samohláska zkrácena a pak (podle písemných dokladů během 16. století) zaměněna za ě.

## Historie
První písemná zmínka o obci pochází z roku 1131, tento rok je uváděn jako doba vzniku obce.

## Obyvatelstvo
| Rok            | 1869  | 1880  | 1890  | 1900  | 1910  | 1921  | 1930  | 1950  | 1961  | 1970  | 1980  | 1991  | 2001  | 2011  | 2021  |
| -------------- | ----- | ----- | ----- | ----- | ----- | ----- | ----- | ----- | ----- | ----- | ----- | ----- | ----- | ----- | ----- |
| Počet obyvatel | 1 396 | 1 567 | 1 617 | 1 582 | 1 671 | 1 696 | 1 623 | 1 368 | 1 431 | 1 297 | 1 329 | 1 303 | 1 300 | 1 346 | 1 360 |
| Počet domů     | 223   | 259   | 279   | 301   | 316   | 331   | 368   | 400   | 394   | 384   | 384   | 434   | 450   | 494   | 523   |

## Obecní správa
Mezi lety 1869–1976 Věrovany byly obcí v okrese Kroměříž (1869), poté v okrese Přerov (1880–1930), poté v okrese Kojetín (1950) a později v okrese Olomouc. Od 23. října 1976 do 23. listopadu 1990 patřily jako část městyse k Dubu nad Moravou a od 24. listopadu 1990 jsou opět samostatnou obcí.

### Části obce
Věrovany se skládají ze tří vesnic, které byly v roce 1952 sloučeny v jednu obec:
- Věrovany – Název pochází pravděpodobně z označení vodních víru, neboť na území obce se prý v minulosti vyskytovaly lázeňské prameny.[8]
- Nenakonice – Nelze přesně určit odkud název této části pochází. Jedna z teorií je, že název pochází od jména rodiny, která zde vlastnila půdu.[9]
- Rakodavy – Řeky protékající územím byly tak čisté, že v nich přebývalo velké množství raků a rakařů, kteří tyto raky lovili a dávali – odtud název Rakodavy.[10]

### Obecní symboly
Znak a vlajka byly obci uděleny rozhodnutím předsedy Poslanecké sněmovny Parlamentu České republiky dne 14. ledna 2000.

## Pamětihodnosti
- Kaple hřbitovní, sv. Františka Xaverského

## Osobnosti
- Antonín Vysloužil (1890–1945), katolický kněz, první oběť komunismu
- Otakar Bystřina (1861–1931), vl. jménem Ferdinand Dostal, právník a spisovatel
- Bohuš Hradil (1905–1984), český herec
- Tomáš Hudec (1877–1951), římskokatolický kněz, doktor teologie. Vysvěcen roku 1900, vyučující na teologické fakultě v Olomouci, ve školním roce 1921/22 a 1926/27 jejím děkanem
- František Vojtek (1911–1981), katolický kněz, jezuita
- Antonín Dvořák (1915–?), válečný letecký mechanik u Royal Air Force[12]
- Jaroslav Himr (1917–1943), válečný letec[13]

## Fotogalerie

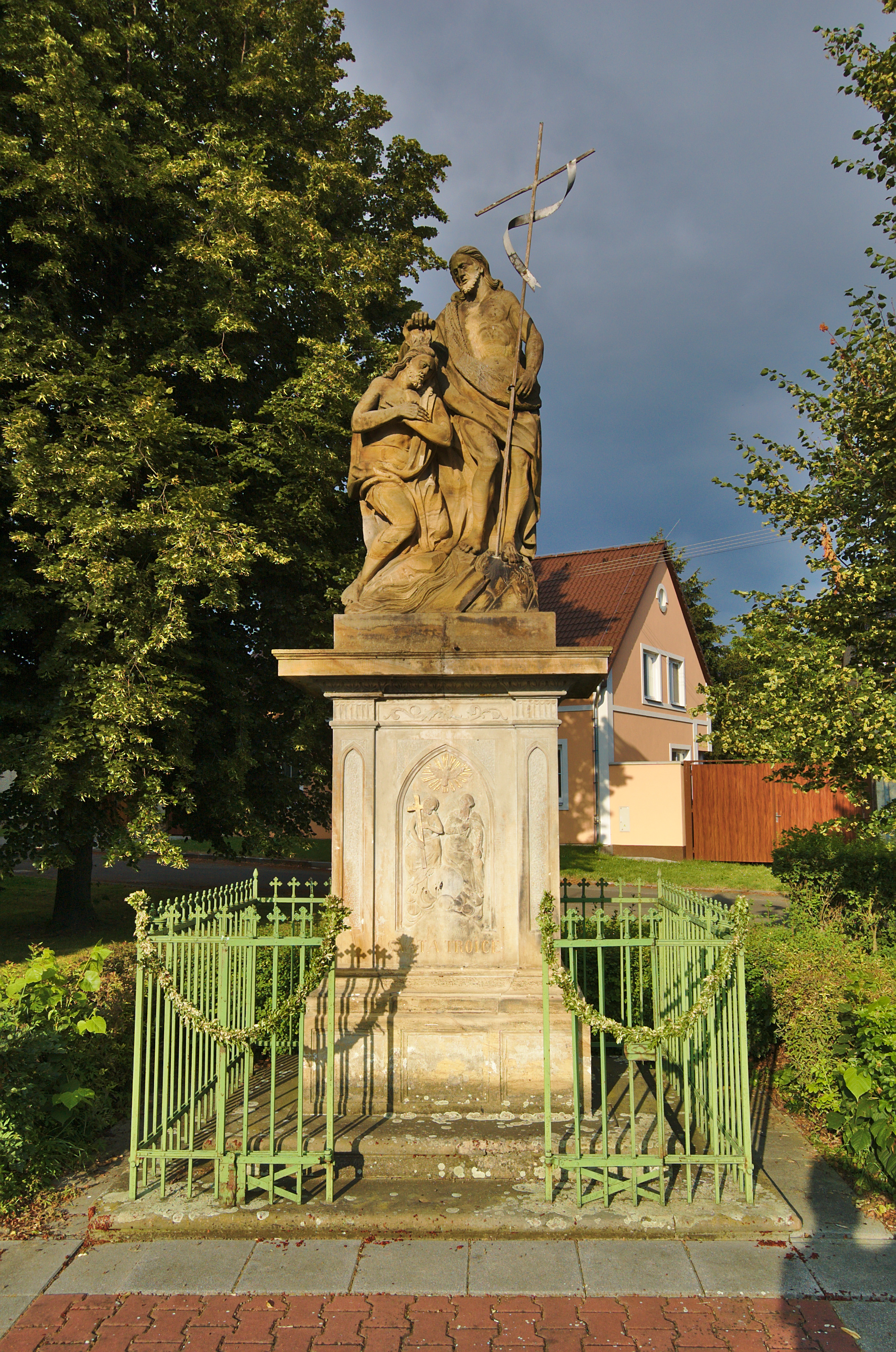
Socha svatého Jana Křtitele
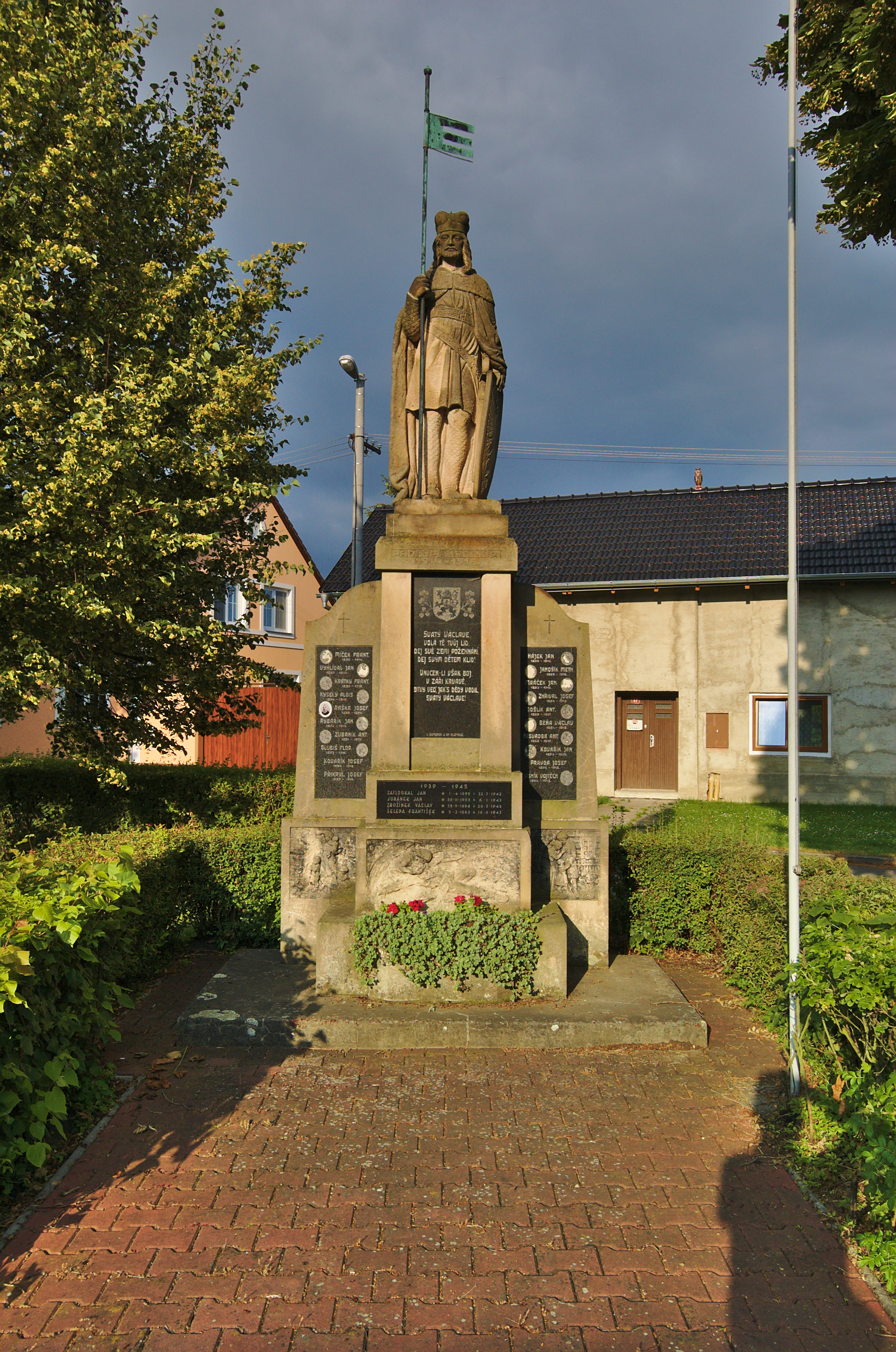
Památník obětem světových válek
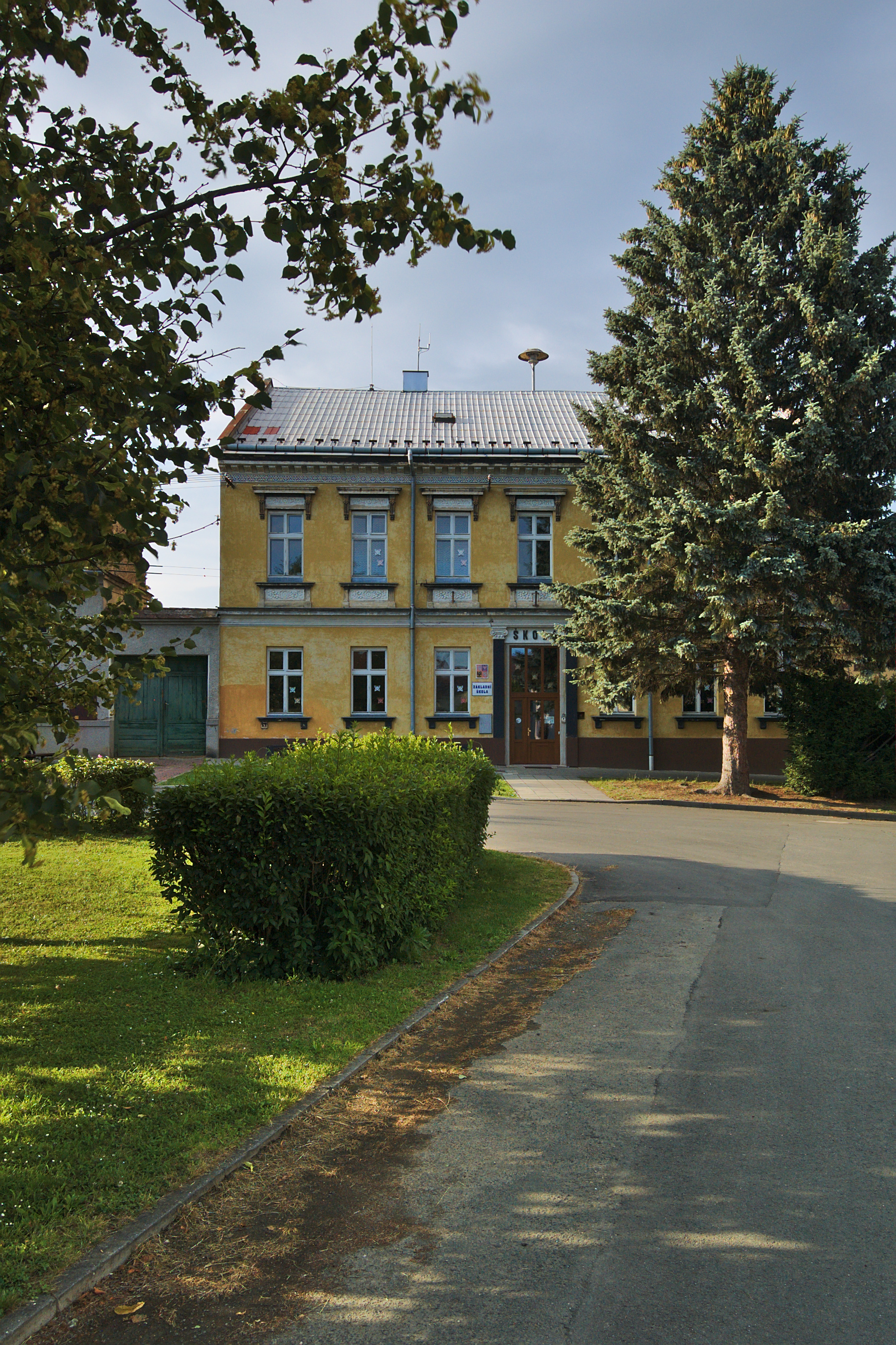
Škola
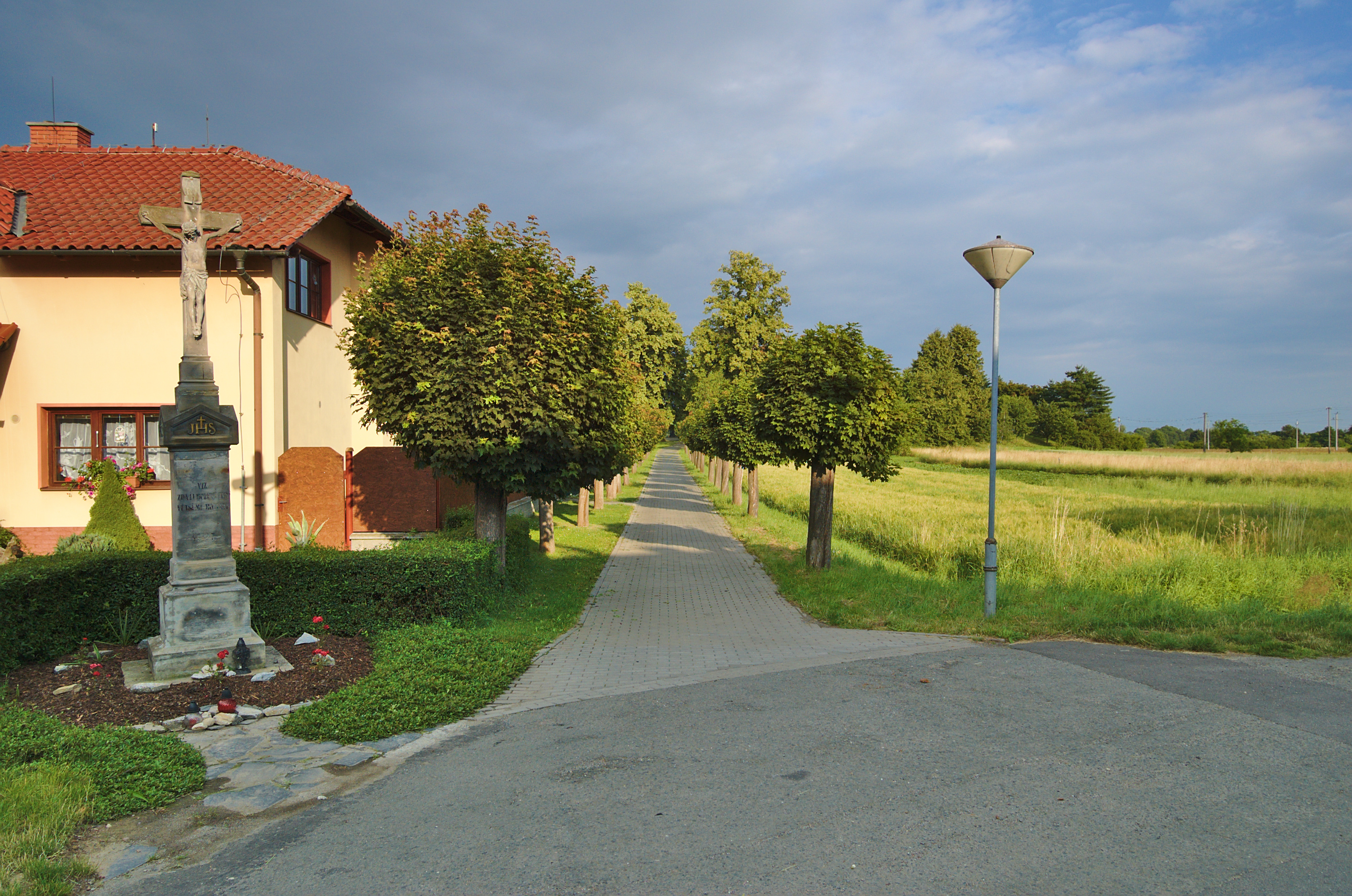
Kříž u cesty ke hřbitovu
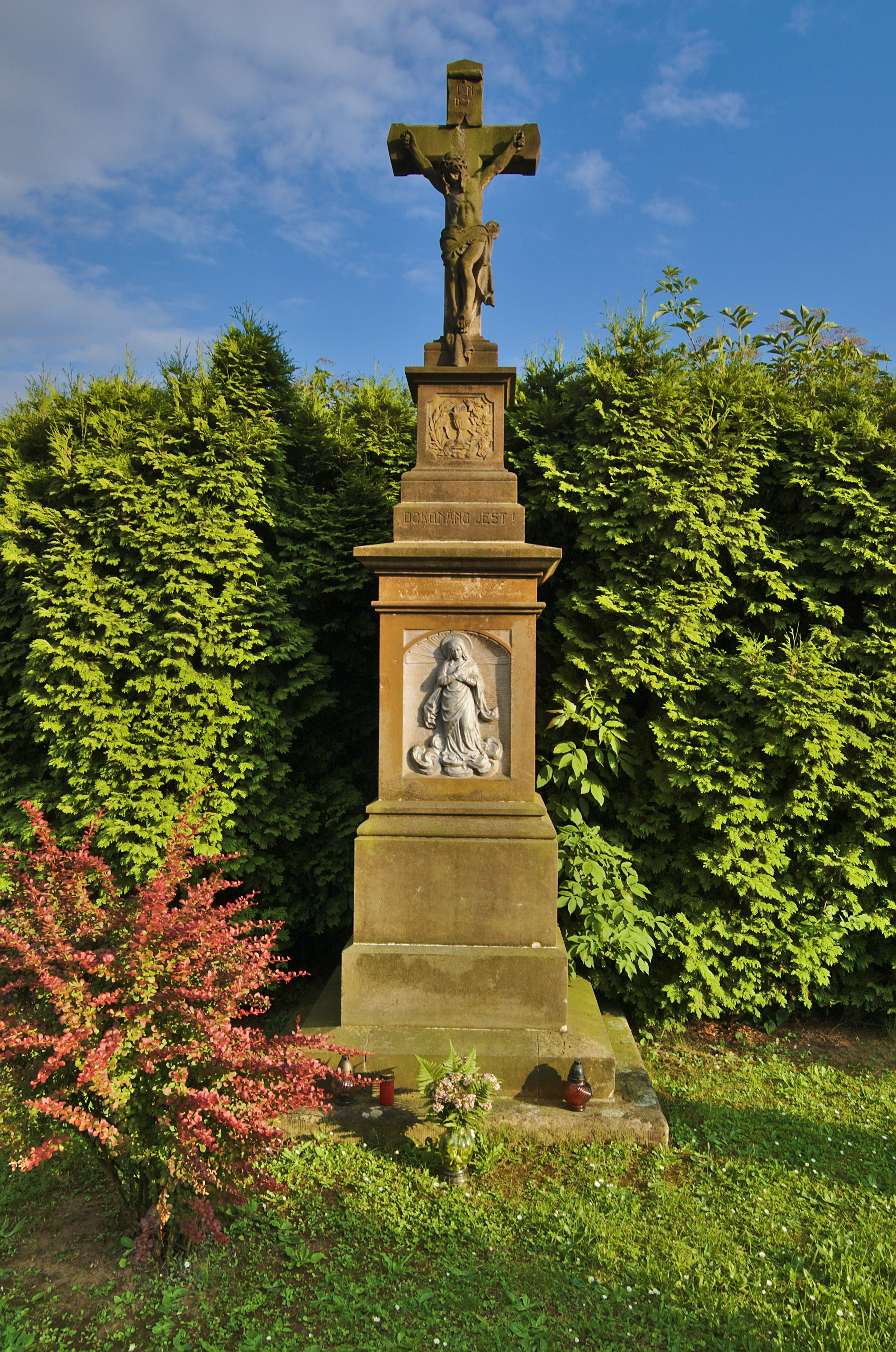
Kříž na hřbitově
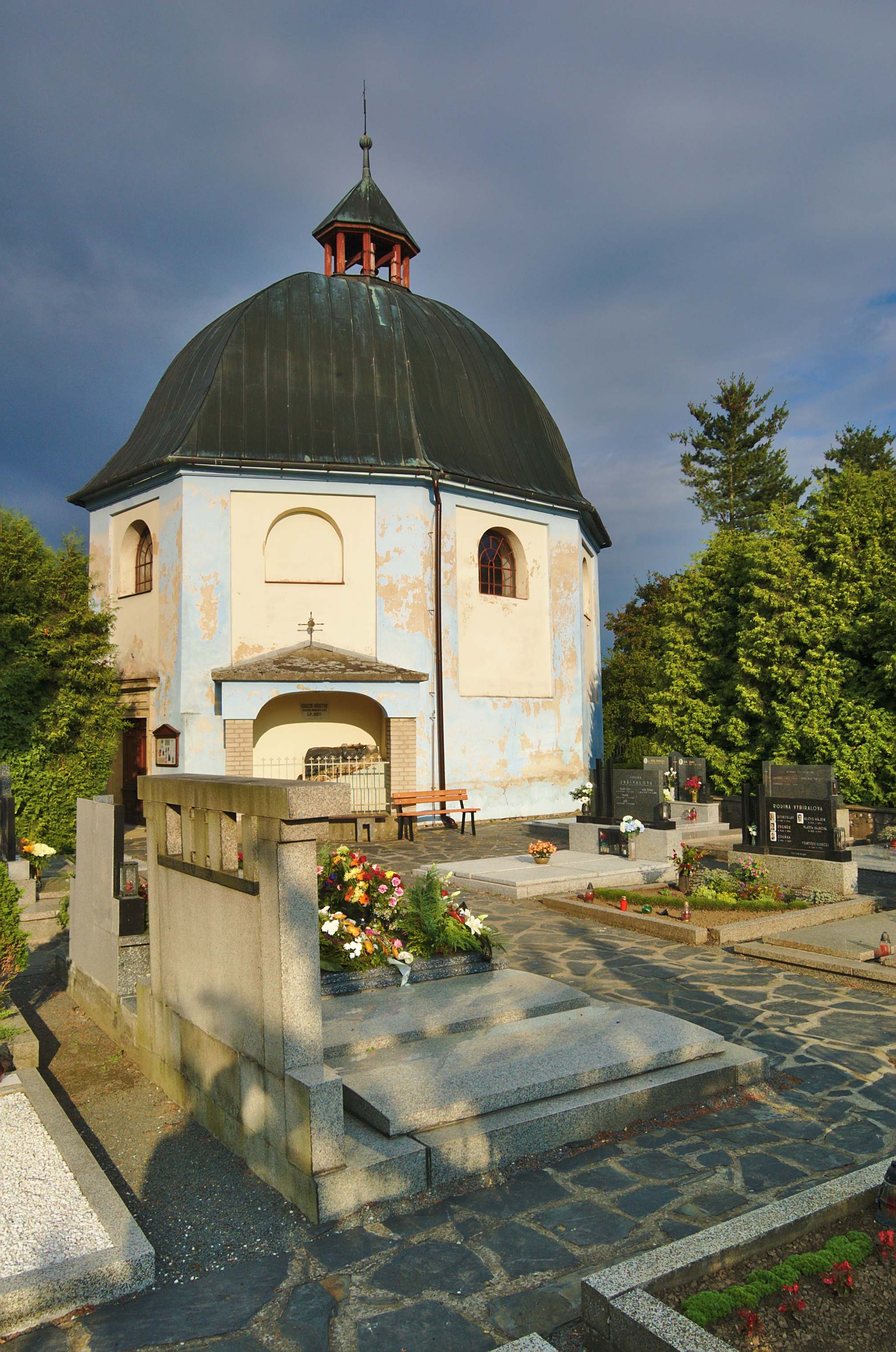
Hřbitovní kaple svatého Františka Xaverského
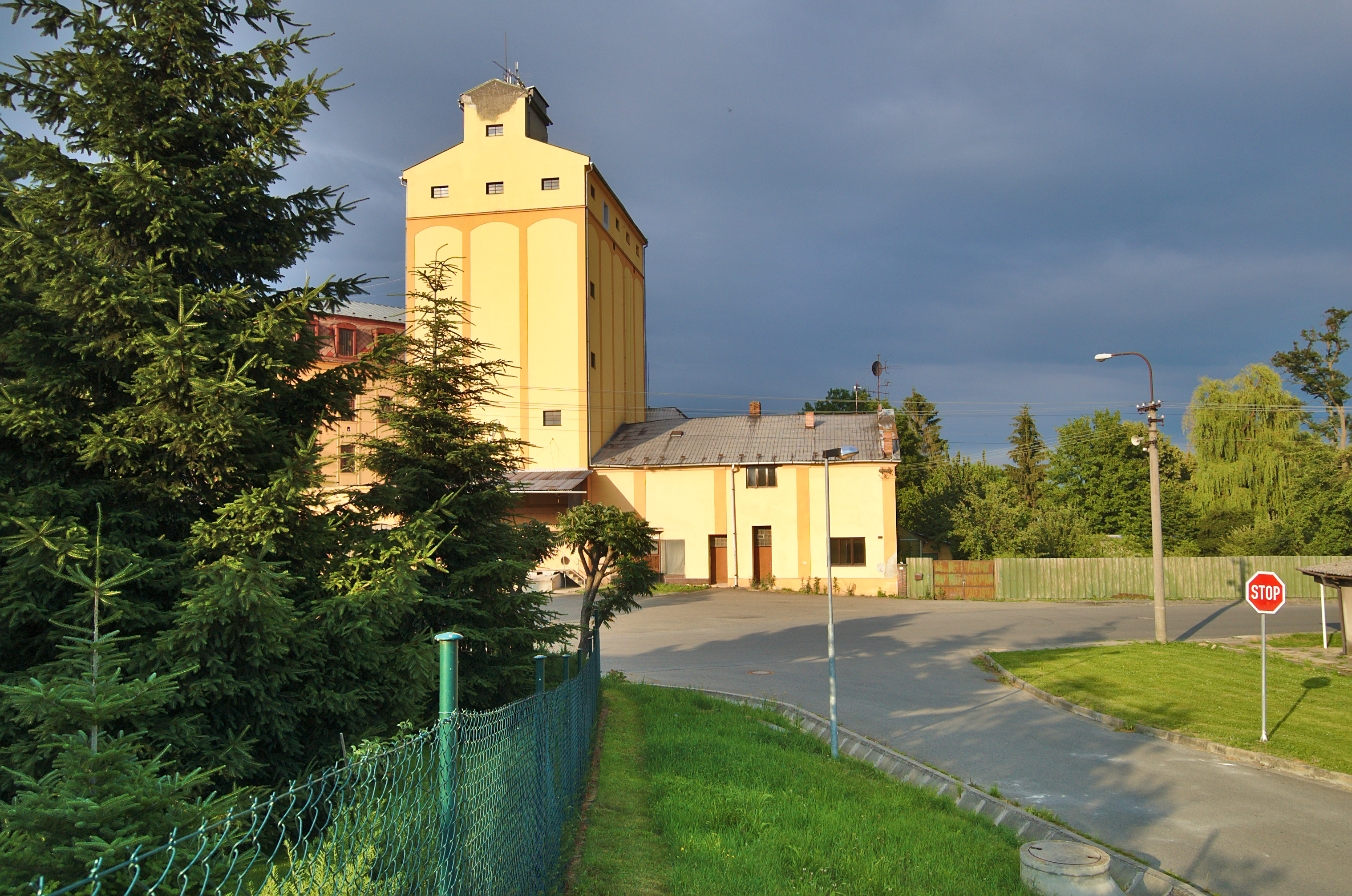
Mlýn

## Společenský život
Samospráva obce se v roce 2016 zapojila do vyvěšování moravské vlajky 5. července. 